# Roselliniopsis gelidaria
Roselliniopsis gelidaria är en lavart som först beskrevs av Mudd, och fick sitt nu gällande namn av Matzer 1993. Roselliniopsis gelidaria ingår i släktet Roselliniopsis, klassen Sordariomycetes, divisionen sporsäcksvampar och riket svampar.   Inga underarter finns listade i Catalogue of Life.